# Jean Delumeau
Pour les articles homonymes, voir Delumeau.
Jean Léon Marie Delumeau, né le 18 juin 1923 à Nantes et mort le 13 janvier 2020 à Brest,,, est un historien français.
Universitaire, il est spécialiste des mentalités religieuses en Occident et, plus particulièrement, du christianisme de la Renaissance et de l'Époque moderne. Fervent catholique, il est spécialiste des représentations de l’enfer et du paradis dans l’Occident chrétien, et forge la notion de « pastorale de la peur ».

## Biographie

### Carrière

#### Carrière universitaire
Élève au lycée Masséna de Nice puis au lycée Thiers de Marseille, Jean Delumeau prépare le concours d'entrée de l'École normale supérieure, où il a comme professeur Roger Mehl (philosophie). Il est admis à l'ENS (promotion 1943), agrégé d'histoire (1947), membre de l'École française de Rome et docteur ès lettres, il a enseigné l'histoire à l'École polytechnique, à l'université de Rennes II et à l'université de Paris I,.
Détaché au Centre national de la recherche scientifique de 1954 à 1955, directeur du Centre armoricain de recherches historiques de 1964 à 1970 et directeur d'études à l'École pratique des hautes études de 1963 à 1975 puis à l’École des hautes études en sciences sociales de 1975 à 1978, il est professeur puis professeur honoraire au Collège de France, où il occupa de 1975 à 1994 la chaire d'« Histoire des mentalités religieuses dans l'Occident moderne »,.
Membre du comité éditorial de plusieurs revues académiques et professeur invité dans plusieurs universités d'Amérique du Nord, d'Europe et d'Asie. En mai 1992, il est l'un des premiers professeurs du Collège universitaire français de Moscou. Il est également membre honoraire de l'Institut universitaire de France et de l'Academia Europaea.

#### Membre de l'Institut
Le 26 février 1988, Jean Delumeau est élu membre de l’Académie des inscriptions et belles-lettres, au fauteuil de Georges Dumézil.
Son épée d'académicien lui a été remise le 27 septembre 1989 par Philippe Wolff. Au cours de la cérémonie, des allocutions ont été prononcées par Nicole Lemaître, Alain Cabantous, Michel Mollat du Jourdin, Philippe Wolff et lui-même.

« De la peur, liée au péché, vous avez trouvé et, avec les générations antérieures, éprouvé comme nous tous la prégnance, entretenue par une éducation incitant au scrupule. Vous y voyez, non sans raison, une des racines de la déchristianisation contemporaine. Cependant, votre propre anxiété désamorçait déjà le découragement. Alors, répondant à une attente, l’un de vos derniers livres, Rassurer et protéger, présente tout grand l’abri tutélaire du manteau de la Vierge intercédante. »

— Mollat du Jourdin

« Je suis fier et heureux, cher Philippe Wolff, de recevoir de vos mains cette épée que mes enfants ont choisie du début du XIXe siècle afin de l'accorder au costume dessiné par David. Dans la ligne de ce qui vient d'être dit, je veux délibérément placer mon intervention et mes remerciements sous le signe de l'amitié. (…). L'épée fine, élégante et chronologiquement bien datée que je porterai désormais grâce à vous sous la coupole additionne à mes yeux trois significations. D'abord, elle me rappellera jusqu'en bout de carrière la chaleureuse sympathie dont vous m'avez entouré ce soir ; elle symbolise ensuite un attachement à l'histoire que j'ai manifesté dès l'enfance ; elle exprime enfin une sobriété de style dont j'aimerais faire passer quelque chose dans mon écriture »

En 2002, il est en vain candidat à l'Académie française.

#### Fonctions honorifiques et engagements
Jean Delumeau est membre d'honneur de l'Observatoire du patrimoine religieux (OPR), une association multiconfessionnelle qui œuvre à la préservation et au rayonnement du patrimoine culturel français. Il est également membre du comité de parrainage de la Coordination pour l'éducation à la non-violence et à la paix.
Le 25 avril 2017, il fait partie des signataires d'une tribune de chercheurs et d'universitaires annonçant avoir voté Emmanuel Macron au premier tour de l'élection présidentielle française de 2017 et appelant à voter pour lui au second, en raison notamment de son projet pour l'enseignement supérieur et la recherche.

##### Décès
Le 13 janvier 2020, Jean Delumeau décède à 96 ans à Brest dans la maison de retraite où il vivait depuis peu. Il est enterré au cimetière de Cesson-Sévigné, ville où il a vécu de longues années, auprès de sa défunte épouse.

### Vie privée
Jean Delumeau est le père de l'historien Jean-Pierre Delumeau.
Il habite à Rennes avec sa famille, ville où il avait été nommé professeur de lycée en 1950. En 1979, il achète une maison à Cesson-Sévigné.
Catholique engagé, il soutient une régénération de l'Église, en phase avec son siècle.

## Spécialiste de l'évolution de la conscience religieuse
Les ouvrages majeurs sur les thèmes qu'il travaille particulièrement concernent :
- les pulsions avec en 1978 : La Peur en Occident, XIVe-XVIIIes[24],[25] et en 1983 : Le Péché, la Peur, la culpabilisation en Occident[26],[27] ;
- les institutions avec en 1990 : L'Aveu et le Pardon, XIIIe-XVIIIes[28] ;
- les représentations avec en 1992 : Le Jardin des Délices[29],[30].

## Publications
Les ouvrages de Jean Delumeau ont été traduits dans de nombreuses langues dont le japonais, le portugais, le tchèque, le roumain, l'hongrois et l'italien,.
- Vie économique et sociale de Rome dans la seconde moitié du XVIe siècle, Paris, De Boccard, 1957[33].
- L’Alun de Rome, XVe – XVIIIe siècles, Paris, École Pratique des Hautes Études, 1962[34].
- Naissance et affirmation de la Réforme, Paris, PUF. Coll. « Nouvelle Clio », 1965.
- Le Mouvement du port de Saint-Malo, 1681-1720 [sous la dir. de], Paris, Klincksieck, 1966.
- La Civilisation de la Renaissance, Paris, Arthur. Coll. « Les grandes civilisations », 1967[35].
- Histoire de la Bretagne [sous la dir. de], Toulouse, Privat, 1969.
- Le Catholicisme de Luther à Voltaire, Paris, PUF. Coll. « Nouvelle Clio », 1971[36].
- L’Italie de Botticelli à Bonaparte, Paris, Armand Colin, 1974, (réédité en 1991 chez Armand Colin sous le titre L'Italie de la Renaissance à la fin du XVIIIe siècle).
- Rome au XVIe siècle, Paris, Hachette, 1975.
- La Mort des pays de Cocagne. Comportements collectifs de la Renaissance à l’âge classique, Paris, Publications de la Sorbonne, 1976[37].
- Le Christianisme va-t-il mourir ?, Paris, Hachette, 1977[38].
- La Peur en Occident (XIVe – XVIIIe siècles). Une cité assiégée, Paris, Fayard, 1978[39].
- Histoire vécue du peuple chrétien, 2 vols [sous la dir. de], Toulouse, Privat, 1979[40].
- Le Péché et la peur : La culpabilisation en Occident (XIIIe – XVIIIe siècles), Paris, Fayard, 1983[41].
- Ce que je crois, Paris, Grasset, 1985.
- Le cas Luther, Paris, Éditions Desclée de Brouwer, 1986.
- Les Malheurs des temps. Histoire des fléaux et des calamités en France [sous la dir. de], Paris, Larousse, 1987.
- La Première communion : quatre siècles d'histoire [sous la dir. de], Paris, Éditions Desclée de Brouwer, 1987.
- Rassurer et protéger. Le sentiment de sécurité dans l’Occident d’autrefois, Paris, Fayard, 1989[42].
- Injures et blasphèmes [sous la dir. de], Paris, Imago, 1989.
- L'aveu et le pardon. Les difficultés de la confession. XIIIe – XVIIIe siècle, Paris, Fayard, 1990[43].
- Histoire des pères et de la paternité [sous la dir. de], Paris, Larousse, 1990[44].
- Une histoire du Paradis. I : Le Jardin des délices, Paris, Fayard, 1992.
- Le Fait religieux [sous la dir. de], Paris, Fayard, 1992.
- La Religion de ma mère : Le Rôle des femmes dans la transmission de la foi [sous la dir. de], Paris, Éditions du Cerf, 1992[45].
- Le Savant et la foi : des scientifiques s'expriment [sous la dir. de], Paris, Flammarion, 1993.
- Une histoire du Paradis. II : Mille ans de bonheur, Paris, Fayard, 1995[46].
- Histoire artistique de l'Europe : La Renaissance (avec Ronald Lightbown), Paris, Le Seuil, 1996.
- L'Historien et la foi [sous la dir. de], Paris, Fayard, 1996.
- Des Religions et des Hommes (avec Sabine Melchior-Bonnet), Paris, Éditions Desclée de Brouwer, 1997[47].
- Entretiens sur la fin des temps (avec Umberto Eco, Stephen Jay Gould, Jean-Claude Carrière), Paris, Fayard, 1998.
- Une histoire de la Renaissance, Paris, Perrin, 1999.
- Une histoire du Paradis. III : Que reste-t-il du Paradis ?, Paris, Fayard, 2000[48].
- Chrétiens, tournez la page (avec Yves de Gentil-Baichis, René Rémond, Marcel Gauchet, Danièle Hervieu-Léger, Paul Valadier), Paris, Bayard, 2002.
- Guetter l'aurore. Un christianisme pour demain, Paris, Grasset, 2003[49].
- Jésus et sa passion (avec Gérard Billon), Paris, Éditions Desclée de Brouwer, 2004.
- La plus belle histoire du bonheur (avec André Comte-Sponville et Arlette Farge), Paris, Le Seuil, 2004.
- Le Fait religieux, tome 1: Le Christianisme [sous la dir. de], Paris, Fayard, 2004.
- Histoire des mentalités religieuses dans l'occident moderne, Paris, Collège de France / Le Livre Qui Parle, 2005.
- Le Mystère Campanella, Paris, Fayard, 2008[50].
- À la recherche du paradis, Paris, Fayard, 2010[51].
- La seconde gloire de Rome. XVe – XVIIe siècle, Paris, Perrin, 2013[52].
- De la peur à l'espérance, Paris, Robert Laffont. Collection « Bouquins », 2013[53].
- L'avenir de Dieu, Paris, Éditions du CNRS, 2015[54],[55].

## Distinctions

### Décorations
- Commandeur de la Légion d'honneur (Il est fait chevalier le 28 octobre 1978, promu officier le 31 décembre 1989[56], et commandeur le 31 décembre 1999)[57] ;
- Commandeur de l'ordre national du Mérite (Il est officier du 19 novembre 1995, puis est promu commandeur le 7 mai 2007)[58] ;
- Commandeur de l'ordre des Palmes académiques[14] ;
- Commandeur de l'ordre des Arts et des Lettres. (Il est fait commandeur lors de la promotion du 24 novembre 1994)[59].

### Docteurhonoris causa
- Docteur honoris causa de l'université de Porto (1984)[14] ;
- Docteur honoris causa de l'université de Sherbrooke (1986)[14] ;
- Docteur honoris causa de l'université de Liège (1992)[14] ;
- Docteur honoris causa de l'université Deusto (1996)[14] ;
- Docteur honoris causa de l'université de Bucarest (2011)[14].

### Prix et récompenses
- Médaille d'argent du CNRS (1962)[11] ;
- Diplôme de « citoyen d'honneur » de Tolfa-Allumiere (1962)[11] ;
- Grand prix Gobert de l'Académie française pour son livre La civilisation de la Renaissance (1968)[60] ;
- Prix Thiers de l'Académie française pour son livre Rome XVIe siècle (1976)[60] ;
- Grand prix catholique de littérature pour son livre Le Christianisme va-t-il mourir ? (1977)[11] ;
- Prix Monseigneur Marcel de l'Académie française pour son livre La civilisation de la Renaissance (1977)[60] ;
- Prix Montyon de l’Académie française pour son livre Histoire vécue du peuple chrétien (1980)[60] ;
- Grand prix d'histoire de la Ville de Paris (1981)[11] ;
- Prix Monseigneur-Marcel de l’Académie française pour Le Péché et la Peur. La culpabilisation en Occident. XIIIe – XVIIIe siècles (1984)
- Médaille d'or de la Ville de Rome (1985)[11] ;
- Prix de l'Association des écrivains croyants de langue française pour son livre Ce que je crois (1986)[11] ;
- Grand prix d'histoire du Ministère de la Culture (1986)[11].